# Trapezia flavopunctata
Trapezia flavopunctata is een krabbensoort uit de familie van de Trapeziidae. De wetenschappelijke naam van de soort is voor het eerst geldig gepubliceerd in 1842 door Eydoux & Souleyet.